# عن الطبيعة البشرية (كتاب)
"عن الطبيعة البشرية" (1978؛ الطبعة الثانية 2004) هو كتاب لعالم الأحياء إدوارد أوسبورن ويلسون، حيث يحاول الكاتب فيه شرح الطبيعة البشرية والمجتمع من خلال علم الأحياء الاجتماعي، يُقدم ويلسون حججًا يدعم فيها أن التطور قد ترك آثاره على سمات مثل السخاء والتضحية الذاتية والعبادة واستخدام الجنس للمتعة ويقدم تفسيرًا علميًا اجتماعيًا للمثلية الجنسية. 
حاول إ. أو. ويلسون إكمال الثورة الداروينية من خلال إدخال الفكر البيولوجي إلى العلوم الاجتماعية والعلوم الإنسانية، وصف ويلسون كتابه "عن الطبيعة البشرية" كتكملة لكتبه السابقة "مجتمعات الحشرات" (1971) و"علم الأحياء الاجتماعي: التوليفة الجديدة" (1975).
حاز الكتاب على جائزة بوليتزر في عام 1979. 

## الملخص
في مقدمة عام 2004
تحدي الطبيعة البشرية كما رأيته أنا وعدد قليل من الآخرين في عام 1978 يمكن حله فقط إذا اعتمدت التفسيرات العلمية على كل من "كيفية" عمل الدماغ (علوم الأعصاب) و"لماذا" يعمل هكذا (علم الأحياء التطوري) مع توفير تكامل بين المحورين التفسيريين. في كتاب "مجتمعات الحشرات" الذي نشرته في عام 1971 اقترحت أنه يمكن بناء فرع من العلوم البيولوجية من خلال توليف سلوكيات الاجتماع وعلم علم السكان. وسعت فكرة هذا التخصص في عام 1975 لتشمل الحيوانات الفقارية وكانت النتيجة كتاب "علم الأحياء الاجتماعي: التوليفة الجديدة"، هو كتاب مكون من صفحتين مزدوجة ويتألف من 697 صفحة تشمل نظرية مبنية على مراجعة شاملة لجميع الكائنات الاجتماعية المعروفة.
في استطلاع أجري في عام 1989 اعتبروه ضباط وأعضاء الجمعية الدولية لسلوك الحيوان أهم كتاب عن سلوك الحيوان على الإطلاق، يوجد العديد من العلماء وآخرين يعتقدون أنه كان من الأفضل لو توقفت قبل الفصل الأخير عن Homo sapiens (الإنسان)، لم يكن هناك وقت أسوأ من منتصف السبعينيات لبدء علم الاجتماع البشري، ثم أن حرب فيتنام أحدثت حركة احتجاجية طلابية من اليسار الثوري وكانت العرقية قضية مشعة الحديث عن وراثة معدل الذكاء وسلوك الإنسان مخالفة قابلة للمعاقبة, واستخدام فكرة اللوحة الفارغة للدماغ حمى العلوم الاجتماعية والعلوم الإنسانية من عواصف علم الأحياء وضمان استقلالهما كفروعين من العلم الثلاثة الكبرى، في وسائل الإعلام الشعبية أصبح علم الأحياء الاجتماعية يعني نظرية أن سلوك الإنسان يتحدد بواسطة الجينات وكان يجب أن يكون الفصل الأخير في "علم الأحياء الاجتماعي" تفسيرًا بطول الكتاب.
الفصل الأول. الخيارات الصعبة
إننا ككائنات ليس لدينا وجهة معينة نتجه إليها تم برمجة استجاباتنا العاطفية البشرية إلى حد كبير عن طريق الانتقاء الطبيعي على مرّ الآلاف من الأجيال، لكن أي استجابات يجب أن نطيعها وأي استجابات يمكن أن يكون من الأفضل تقييدها؟ وكيف تتفاعل التخصصات المختلفة التي تستكشف الطبيعة البشرية مع بعضها البعض؟ يفترض أولئك العاملون على مستوى أدنى غالبًا أن العاملين على مستوى أعلى يجب أن يُعاد صياغتهم في مصطلحاتهم الخاصة: إنهم يشكلون مضادًا للتخصص على المستوى التالي ولكن مع مرور الوقت يصبحون تكملة تامة. الاختزال هو نصف العملية العلمية فقط: إن الاعتراف بظواهر جديدة هو أمر مهم أيضًا.
الفصل الثاني. الوراثة
علم الأحياء الاجتماعي هو تخصص متعدد الجوانب يدمج المعرفة من علم السلوك الحيواني لاستخلاص مبادئ الخصائص البيولوجية للمجتمعات بأكملها، يحاول أن ينظر إلى البشرية في نفس الوقت مع مجموعة متنوعة من التجارب الاجتماعية الأخرى. المجتمعات ليست قابلة للتشكيل بشكل لا نهائي، نحن نشترك في بعض الصفات مع غالبية البشرانيات والقرود ولكن بشكل أقل مع الطيور أو القوارض. يوجد عدد هائل من السمات الاجتماعية التي تظهر في كل مجتمع بشري، يدرس التشابهات والاختلافات مع الشمبانزي بتفاصيل أكثر وثم يناقش قاعدة النهي عن زنا المحارم (ثقافية) مع إمكانية وجود تفسيرات وراثية تكمن في الخلفية، ليس هناك سبب للافتراض أن جميع التنوع الوراثي في السلوك قد استنفد لأن في الواقع العكس هو الصحيح، يختتم الفصل بمناقشة دراسات التوائم المتطابقة والاختلافات العرقية المحتملة.
الفصل الثالث. التنمية
هل يعتبر رسم توصيلات الدماغ لرضيع حديث الولادة جهازًا متعدد الاستخدامات قابل للتكيف من خلال التعلم لأي وضع اجتماعي كما يفترض أولئك الذين يؤمنون بـ "الصفحة البيضاء"؟ هل يعني علم الأحياء الاجتماعي أن التنمية حتمية وتنتج سلوكًا يشبه سلوك الحشرات؟ وجهة نظره هي أن العوامل الوراثية تعمل كمجموعة من الانحيازيات في التنمية تدفعها في اتجاه أو آخر مع تغيير تراكمي كبير محتمل. يعلق على وجهة نظر نعوم تشومسكي في قواعد اللغة ووجهة نظر سكينر في التعلم ويفضل نهج بياجيه، إن العقل ليس "صفحة بيضاء" بل هو آلية لاتخاذ القرارات المستقلة.
الفصل الرابع. الظهور
تهديد حريتنا الإرادية هو أن يكون هناك شخص قادر على حساب كيفية عمل أدمغتنا بالضبط ولكن التعقيد الاستثنائي وصعوبة القياس الدقيق قد يعني أن ذلك لن يحدث أبدًا، إن اللغز الأساسي في علم الأعصاب ليس الحب الذاتي أو أحلام الخلود, ولكنه قصدية. التوازن بين الدمى الروسية (ماتريوشكا) والمذهب الحيوي يكمن في الاعتراف بالخطط أو الأنماط العقلية، يمكن أن تخلق هذه الخطط أنماطًا في العقل ليست موجودة تمامًا في الواقع ويمكن أن تشكل الأساس الفعلي للإرادة، بالرغم من ذلك يتم تحديد سلوكنا بمعنى أضعف: يمكننا إجراء توقعات عامة بثقة. إن التطور الثقافي هو تطور يشبه نظرية لاماركية وأسرع بكثير من التطور الدارويني ومع ذلك لا يمكن للثقافة أن تنحرف بشكل كبير عن قاعدتها البيولوجية،على سبيل المثال فقد كانت العبودية موجودة في معظم التاريخ ولكن البشر في النهاية يرفضون أن يتصرفوا مثل استرقاق النمل، يجب أن نضع في اعتبارنا السلوك النموذجي للبشر في الآلاف الماضية من السنين ولكن مع ظهور الإنسان الحديث (هومو سابينس)، توقف زيادة حجم الدماغ واستبدلتها التوسع الثقافي.
 الفصل الخامس. العدوانية
البشر بشكل طبيعي عدوانيون حتى أكثر القبائل سلمًا لديها ماضٍ أكثر عنفًا ومن المحتمل أن يكون لديها مستقبل مماثل. إن مفهوم فرويد للدافع العدواني الفطري الذي تم تطويره بواسطة كونراد لورنتس غير صحيح. لأن ويلسون حدد سبعة أنماط من الحالات التي يحدث فيها العدوانية مثل الاحتلال الترابي، مع ذلك يمكن للأشخاص أيضًا أن يتعلموا من أخطائهم ويتغيروا كما حدث للماوريين في نيوزيلندا.
الفصل السادس: الجنس
تطور الجنس بسبب قدرته على خلق تنوع يمكنه التكيف مع التغيرات في البيئة. تنشأ صراعات في المصالح بين الجنسين نتيجة للأدوار المختلفة التي يلعبها كل جنس في الأنواع المختلفة ولكن إلى أي مدى تكون الاختلافات الثقافية الملاحظة فطرية أم ناتجة عن البيئة؟ يمكننا الحصول على بعض الإشارات من خلال دراسة تأثير علاجات الهرمونات أثناء فترة الحمل ومعاملة الجنسين بالمساواة في حركة الكيبوتز. لقد أساء فهم النظريون في اليهودية والمسيحية للمعنى البيولوجي للجنس حيث أصروا على أن الدور الأساسي للجنس هو التكاثر وخاصة عند التعامل مع المثليين. يعتبر المثلية الجنسية شائعًا في العديد من الأنواع وقد يكون طبيعيًا بمعنى بيولوجي كشكل من أشكال الروابط والتواصل.
الفصل السابع. الإيثار
تُقدر الثقافات بشدة أولئك الذين يقدمون "التضحية النهائية" وتقدرهم أكثر من معظم أنواع الثدييات، ولا يتجاوزهم سوى الحشرات الاجتماعية التي يسود فيها اصطفاء القرابة، يجب تمييز ذلك عن "الإيثار الناعم" حيث يتوقع المعطي أن يحصل على شيء مقابل ذلك. الإيثار الصلب هو عدو الحضارة إلا أنه تم تطوير الإيثار الناعم في البشر إلى درجات متطورة جدًا، يُعتبر الولاء للأقرباء هو أمر مهم عاطفيًا ولكنه لا يتجاوز دائمًا القضايا الأخرى.
الفصل الثامن. الدين
الدين هو واحد من أهم النماذج السلوكية الفريدة التي تميز الجنس البشري ويعتبر في المقام الأول عملية تقوم خلالها الأفراد بتضحية مصالحهم الشخصية من أجل مصلحة المجموعة. يوجد أسطورة تقول: هي القصص التي تُشرح فيها مكانة القبيلة الخاصة في العالم بطرق منطقية يمكن للمستمع أن يفهمها وتكون متوافقة مع مفهومه للعالم المادي والعديد من الصراعات الفكرية والسياسية المعاصرة تنشأ نتيجة الصراع بين ثلاثة أساطير رئيسية: الماركسية والدين التقليدي والمذهب الطبيعي الوجودي.
الفصل التاسع. الأمل
من بين تلك الأساطير أيٌّ منها يمنحنا الأمل في المستقبل؟ يقبل أن النظريات الإنسانية المتبناة من قبل هكسلي وباولي وغيرهما لم تحقق ما هو أكثر من هدفها أو من مجرد الغاية المرجوة ومع ذلك لا يزال ينظر إلى الروح البروميثية للعلم كسبب للأمل.

## استقبال
في مقال نُشر في مجلة "ذا نيو ريببلك"، اتهم العالم البيولوجي جيري كوين ويلسون بمحاولة استخدام علم النفس التطوري للتأثير على العلوم الاجتماعية والسياسات الاجتماعية واستدل بأن كتاب "عن الطبيعة البشرية" مشابه في هذا الصدد لكتاب ويلسون اللاحق "التناغم" (1998) وكتاب البيولوجي رندي تورنهيل والأنثروبولوجي كريج بالمر "تاريخ طبيعي للاغتصاب" (2000). 

اعتُبِر كتاب "عن الطبيعة البشرية" في 2011 من بين "أفضل 100 كتاب مؤثر ومهم" تمت كتابتها باللغة الإنجليزية منذ عام 1923 وفقًا لبرايان والش في مجلة "تايم" وقد اعتبر والش أن "الإنجاز الحقيقي" لويلسون هو أنه أظهر كيف يمكن للرؤية السوسيوبيولوجية للإنسان أن تكون ذات أهمية وروعة، أما في عام 2018 فقدأشار عالم الحاسوب بول براون في مقال نُشر في مجلة "سكبتيكال إنكوايرر" إلى أن كتاب "عن الطبيعة البشرية" لا يزال يحتوي على أفكار ورؤى غنية حول جوانبنا الإنسانية وكيف وصلنا إلى هنا وكيفية الوصول إلى المستقبل الذي نطمح إليه.

تمت مناقشة كتاب "عن الطبيعة البشرية" في مقال لغريغوري هانلون في مجلة التاريخ التفاعلي وقد أشاد هانلون بويلسون لدوره في تأكيد أن سلوك الإنسان لا يمكن فهمه بالكامل من خلال "القيم الثقافية المكتسبة" فقط، بل يمكن للعلوم السلوكية أن تساهم في شرح "التفاعلات الشخصية في المجتمعات التاريخية" وقد قارن هانلون الكتاب بكتاب عالم الأثنولوجيا إيريناوس إيبل-إيبسفيلدت بعنوان "السلوك البشري" (1989) وكتاب المؤرخ دانيال لورد سمايل بعنوان "التاريخ العميق والدماغ" (2008).

عالمة الأنثروبولوجيا سارة بلافر هاردي أشارت إلى أن قراءة كتاب "عن الطبيعة البشرية" تدحض الاتهامات بأن ويلسون يهدف إلى تعزيز الأدوار الجنسية التقليدية باستخدام علم السوسيوبيولوجيا، من جانبه انتقد الفيلسوف روجر سكروتون تفسيرات ويلسون السوسيوبيولوجية للسلوك الاجتماعي البشري معتبرًا أنه نظرًا لـ"الغرض الجدلي" الذي يسعى إليه ويلسون فإنه اضطر إلى تبسيط الحقائق، اعترف سكروتون بأن التفسيرات السوسيوبيولوجية التي يروج لها ويلسون قد تكون صحيحة في حالات معينة وأضاف عالم الأنثروبولوجيا دونالد إ. براون أنه في البداية كان مترددًا في قراءة كتاب ويلسون بسبب تأثره بـ"وجهات النظر الاجتماعية والثقافية" التي تم تدريبه عليها ولكنه في النهاية استنتج أن "علماء السوسيوبيولوجيا قد يكونون أكثر إقناعًا إذا قصروا في تفسيراتهم على الظواهر العالمية بدلاً من محاولة إظهار أن كل ما يفعله البشر يهدف إلى تحقيق نجاح تكاثرهم".

كتب كاتبا العلوم جون جريبين وماري جريبين في كتاب "عن الطبيعة البشرية" وصفًا يمكن فهمه بسهولة، هو "حساب قابل للفهم لتطبيق علم السوسيوبيولوجيا على البشر"، ووفقًا للأستاذة في علم الاجتماع أوليكا سيجرسترال يُعَدُّ كتاب "عن الطبيعة البشرية" تطويرًا للأفكار التي قدمها ويلسون سابقًا وأشارت إلى أن ويلسون على عكس خصوم علم السوسيوبيولوجيا يروج لفكرة أن له آثار سياسية ليبرالية وحاول تطوير هذه الاقتراحات في كتابه "عن الطبيعة البشرية" وفيما يتعلق بالنفساني ديفيد ب. باراش وإيلونا أ. باراش فإنهما اعتبرا كتاب "عن الطبيعة البشرية" كتابًا كلاسيكيًا شاملًا ومدروسًا ومثيرًا للجدل في علم السوسيوبيولوجيا البشرية.
فاز كتاب "عن الطبيعة البشرية" بجائزة بوليتزر عام 1979.

## روابط خارجية
وصف الكتاب في جامعة هارفارد
عن الطبيعة البشرية في المكتبة المفتوحة